# Romanização do árabe
A Romanização do árabe corresponde a diferentes abordagens e métodos existentes para fazer a romanização do árabe. Elas variam na maneira que tratam os problemas inerentes de renderização escrita e fala do árabe no alfabeto latino. Exemplos de tais problemas são os símbolos dos fonemas árabes que não existem em português ou outras línguas europeias; os meios de representar o artigo definido em árabe, que é sempre escrito da mesma maneira que escrito em árabe, mas tem inúmeras pronúncias da língua falada dependendo do contexto; e a representação de vogais curtas.

## Método
Romanização é frequentemente denominado "transliteração", mas isso não é tecnicamente correto. A transliteração é a representação direta de letras estrangeiras usando símbolos latinos, enquanto a maioria dos sistemas de romanização do árabe são realmente transcrições de sistemas, que representam o som da língua. Como exemplo, a renderização acima munāẓarat al-huruf al-'arabīyah do árabe: مناظرة الحروف العربية é uma transcrição, indicando a pronúncia; um exemplo de transliteração seria mnaẓrḧ alḥrwf al'rbyḧ.

## Alfabeto árabe e a intervenção externa
Tem havido muitos casos de movimentos externos para converter a escrita árabe em alfabeto latino ou para romanizar o idioma.

### Líbano
Um jornal de Beirute La Syrie empurrado para a mudança de escrita árabe para o alfabeto latino em 1922. A principal cabeça deste movimento era Louis Massignon, um orientalista francês, que trouxe a sua preocupação perante a Academia de Idiomas árabe em Damacus em 1928. A tentativa de Massignon em romanização não como a Academia e a população viu a proposta como uma tentativa do mundo ocidental para assumir seu país. Sa'id Afghani, um membro da Academia, afirmou que o movimento para romanizar o roteiro era um plano sionista para dominar o Líbano.

### Egito
Após o período do colonialismo no Egito, os egípcios estavam procurando uma maneira de recuperar e enfatizar a cultura egípcia. Como resultado, alguns egípcios empurrado para uma egiptonização da língua árabe em que o árabe formal e o árabe coloquial seriam combinados em uma língua e o alfabeto latino seria usado.  Havia também a ideia de encontrar uma maneira de usar hieróglifos em vez do alfabeto latino. Um erudito, Salama Moussa, concordou com a ideia de aplicar um alfabeto latino para o árabe, como ele acreditava que permitiria que o Egito, ter uma relação mais próxima com o ocidente. Ele também acreditava que o alfabeto latino foi fundamental para o sucesso do Egito como permitir mais avanços na ciência e tecnologia. Esta mudança na escrita, ele acreditava, iria resolver os problemas inerentes com o árabe, como a falta de vogais escritas e dificuldades escrever palavras estrangeiras. Ahmad Lutfi As Sayid e Muhammad Azmi, dois intelectuais egípcios, concordava com Musa e apoiou o impulso para a romanização.  A ideia de que a romanização foi necessário para a modernização e crescimento no Egito continuou com Abd Al Aziz Fahmi, em 1944. Ele foi o presidente da Comissão de Redação e Gramática para o Arabic Language Academy no Cairo. Ele acreditava e desejava implementar romanização de uma forma que permitiu que as palavras e grafias para permanecer um pouco familiar para o povo egípcio. No entanto, este esforço não vingou, como o povo egípcio sentiu um forte vínculo cultural com o alfabeto árabe, especialmente a geração mais velha. Eles acreditavam que o alfabeto árabe tinha fortes ligações com os valores árabes e história.

## Padrões de romanização e sistemas
Esta lista é ordenada cronologicamente. Negrito indica manchetes de colunas como aparecem na tabela abaixo.
- AFI: Alfabeto fonético internacional (1886)
- Deutsche Morgenländische Gesellschaft (1936): Aprovado pela Convenção Internacional dos orientalistas Scholars, em Roma. É a base para o muito influente dicionário Hans Wehr (ISBN 0-87950-003-4).
- BS 4280 (1968): Desenvolvido pelo British Standards Institution.[4]
- SATTS: Um-para-um mapeamento para equivalentes latino do Morse.
- UNGEGN (1972): United Nations Group of Experts on Geographical Names,  ou variante A alterada do sistema de Beirute[5]
- IGN System 1973 or variante B alterada do sistema de Beirute, está de acordo com a ortografia francesa é o preferida para a variante A em países de língua francesa como no Magrebe e no Líbano[5]
- DIN 31635 (1982): Desenvolvido pelo Deutsches Institut für Normung (Instituto Alemão de Normalização).
- ISO 233 (1984).
- Qalam (1985): Um sistema que incide sobre a preservação da grafia, ao invés da pronúncia, e usa maiúsculas e minúsculas.[6]
- ALA-LC (publicado em 1991), para a American Library Association e a Biblioteca do Congresso.[7] ALA-LC é a romanização padrão do árabe usado na Wikipédia.[8]
- ArabTeX (desde 1992) a sua entrada "nativa" é 7-bit ASCII: "foi modelado estreitamente depois dos padrões de transliteração ISO/R 233 e DIN 31635"
- ISO 233-2 (1993). Transliteração simplificada.
- Transliteração Hans Wehr (1994): Uma modificação da norma DIN 31635.
- Transliteração Buckwalter (1990s): Desenvolvido no ALPNET por Tim Buckwalter;[9]  não requer incomuns diacríticos.[10]
- Transliteração Bikdash (BATR): Um sistema[11] que é um compromisso entre transliterações Qalam e Buckwalter. Representa consoantes com uma letra, e possivelmente, a aspa simples como um modificador, e utiliza uma ou várias vogais latinas para representar vogais árabes curtas e longas. Ele se esforça para minimalidade bem como expressividade fonética. Ela não faz distinção entre as diferentes formas do Hamza, uma vez que pressupõe que uma implementação de software pode resolver as diferenças através dos padrões de regras na ortografia da língua árabe.[12]
- SAS: Spanish Arabists School (José Antonio Conde e outros, no início do século 19 em diante).[13]
- Comunidade de Inteligência dos Estados Unidos (2003). A adaptação simplificada da romanização ALA-LC, criada especificamente para padronizar relatório escrito.
- Arabeasy: Transliteração simplificada, um-para-um, de uma só letra por letra árabe. [14]
- Alfabeto Árabe de Chat: Não é um sistema; listados aqui apenas para ser completo. Em algumas situações, como a comunicação online, os usuários precisam de uma forma de inserir texto em árabe somente com as chaves imediatamente disponíveis em um teclado. Como uma solução ad hoc, tais letras podem ser substituídas por algarismos arábicos de aparência similar.

A tabela (não-normativa) comparando romanizações usando DIN 31635, ISO 233, ISO/R 233, da ONU, ALA-LC, e Encyclopædia de sistemas Islam está disponível aqui :.

### Tabela de comparação
| Letra | Unicode | Nome          | IPA      | ALA-LC     | Wehr 1     | DIN   | UNGEGN     | ISO  | -2       | SAS   | BATR          | ArabTeX | Arabeasy | chat 2         |
| ----- | ------- | ------------- | -------- | ---------- | ---------- | ----- | ---------- | ---- | -------- | ----- | ------------- | ------- | -------- | -------------- |
| ء ‎3   | 0621    | hamzah        | [ʔ]      | ʼ [note 4] | ʼ [note 4] | ʾ     | ʼ [note 4] | ˈ, ˌ | '        | ʾ     | e             | '       | p        | 2              |
| ا     | 0627    | alif          | [aː]     | ā          | ā          | ā     | ā          | ʾ    | aa       | ā     | aa / A        | A       | a        | a/e/é          |
| ب     | 0628    | bāʼ           | [b]      | b          | b          | b     | b          | b    | b        | b     | b             | b       | b        | b              |
| ت     | 062A    | tāʼ           | [t]      | t          | t          | t     | t          | t    | t        | t     | t             | t       | t        | t              |
| ث     | 062B    | thāʼ          | [θ]      | th         | ṯ          | ṯ     | th         | ṯ    | ṯ        | ç     | c             | _t      | w        | s/th           |
| ج     | 062C    | jīm           | [d͡ʒ~ɡ~ʒ] | j          | j          | ǧ     | j          | ǧ    | j        | ŷ     | j             | ^g      | g        | j/g/dj         |
| ح     | 062D    | ḥāʼ           | [ħ]      | ḥ          | ḥ          | ḥ     | ḩ          | ḥ    | ḥ        | ḥ     | H             | .h      | H        | 7              |
| خ     | 062E    | khāʼ          | [x]      | kh         | ḵ          | ḫ     | kh         | ẖ    | x        | j     | K             | _h      | x        | kh/7'/5        |
| د     | 062F    | dāl           | [d]      | d          | d          | d     | d          | d    | d        | d     | d             | d       | d        | d              |
| ذ     | 0630    | dhāl          | [ð]      | dh         | ḏ          | ḏ     | dh         | ḏ    | đ        | ḏ     | z'            | _d      | z        | z/dh/th        |
| ر     | 0631    | rāʼ           | [r]      | r          | r          | r     | r          | r    | r        | r     | r             | r       | r        | r              |
| ز     | 0632    | zayn/zāy      | [z]      | z          | z          | z     | z          | z    | z        | z     | z             | z       | j        | z              |
| س     | 0633    | sīn           | [s]      | s          | s          | s     | s          | s    | s        | s     | s             | s       | s        | s              |
| ش     | 0634    | shīn          | [ʃ]      | sh         | š          | š     | sh         | š    | š        | š     | x             | ^s      | c        | sh/ch          |
| ص     | 0635    | ṣād           | [sˤ]     | ṣ          | ṣ          | ṣ     | ş          | ṣ    | ṣ        | ṣ     | S             | .s      | S        | s/9            |
| ض     | 0636    | ḍād           | [dˤ]     | ḍ          | ḍ          | ḍ     | ḑ          | ḍ    | ḍ        | ḍ     | Dromanizações | .d      | D        | d/9'           |
| ط     | 0637    | ṭāʼ           | [tˤ]     | ṭ          | ṭ          | ṭ     | ţ          | ṭ    | ṭ        | ṭ     | T             | .t      | T        | t/6            |
| ظ     | 0638    | ẓāʼ           | [ðˤ~zˤ]  | ẓ          | ẓ          | ẓ     | z̧          | ẓ    | đ̣        | ẓ     | Z             | .z      | Z        | z/dh/6'        |
| ع     | 0639    | ʻayn          | [ʕ]      | ʻ [note 4] | ʻ [note 4] | ʿ     | ʻ [note 4] | ʿ    | ř        | ʿ     | E             | `       | o        | 3              |
| غ     | 063A    | ghayn         | [ɣ]      | gh         | ḡ          | ġ     | gh         | ġ    | g        | ğ     | g             | .g      | G        | gh/3'          |
| ف ‎5   | 0641    | fāʼ           | [f]      | f          | f          | f     | f          | f    | f        | f     | f             | f       | f        | f              |
| ق ‎5   | 0642    | qāf           | [q]      | q          | q          | q     | q          | q    | q        | q     | q             | q       | q        | 2/g/q/8        |
| ك     | 0643    | kāf           | [k]      | k          | k          | k     | k          | k    | k        | k     | k             | k       | k        | k              |
| ل     | 0644    | lām           | [l]      | l          | l          | l     | l          | l    | l        | l     | l             | l       | l        | l              |
| م     | 0645    | mīm           | [m]      | m          | m          | m     | m          | m    | m        | m     | m             | m       | m        | m              |
| ن     | 0646    | nūn           | [n]      | n          | n          | n     | n          | n    | n        | n     | n             | n       | n        | n              |
| ه     | 0647    | hāʼ           | [h]      | h          | h          | h     | h          | h    | h        | h     | h             | h       | h        | h              |
| و     | 0648    | wāw           | [w, uː]  | w; ū       | w; ū       | w; ū  | w          | w; ū | w; o     | w; ū  | w; uu         | w; U    | u        | w; o; ou/u/oo  |
| ي ‎6   | 064A    | yāʼ           | [j, iː]  | y; ī       | y; ī       | y; ī  | y          | y; ī | y; e     | y; ī  | y; ii         | y; I    | i        | y; i/ee; ei/ai |
| آ     | 0622    | alif maddah   | [ʔaː]    | ā, ʼā      | ā, ʼā      | ʾā    | ā          | ʾâ   | 'aa      | ā     | eaa           | 'A      | E        | 2a/aa          |
| ة     | 0629    | tāʼ marbūṭah  | [a, at]  | h; t       | —; t       | h; t  | h; t       | ẗ    | ŧ        | —; t  | t'            | T       | e        | a/e(h); et/at  |
| ى ‎6   | 0649    | alif maqṣūrah | [aː]     | á          | ā          | ā     | y          | ỳ    | à        | à     | aaa           | _A      | y        | a              |
| ال    |         | alif lām      | (var.)   | al- 7      | al- 7      | al- 7 | al- 7      | ʾal  | al-; ál- | al- 7 | Al-           | al-     | al       | el             |

- ↑1  Transliteração Hans Wehr não capitaliza a primeira letra no início de frases, nem em nomes próprios.
- ↑2  A tabela de chat é apenas uma manifestação e baseia-se nas variedades faladas que variam consideravelmente na literatura árabe na qual a tabela IPA e o resto das transliterações são baseadas.
- ↑3  Revisão para várias formas do hamzah.
- ↑4  Os símbolos do padrão original para estes esquemas de transliteração hamzah e ʻayn é por  modificador de letra apóstrofo ⟨ʼ⟩ e modificador de letra que virou vírgula ⟨ʻ⟩, respectivamente. No entanto, não é uma prática comum, em vez disso usa única aspa a direita ⟨’⟩ e única aspa a esquerda ⟨‘⟩, respectivamente. A oclusiva glotal (hamzah) nesta romanização não está escrita no inicio da palavra.
- ↑5 Fāʼ e qāf são tradicionalmente escritos em norte da África como ڢ e ڧـ ـڧـ ـٯ, respectivamente, enquanto ponto deste último só é adicionado inicialmente ou no meio.
- ↑6  No Egito, Sudão, e por vezes, em outras regiões, a forma padrão para final-yāʼ é só ى (sem pontos)) na escrita e impressão, tanto para final /-iː/ e final /-aː/. ى para a última letra pronunciada, é chamada ألف لينة alif layyinah [ˈʔælef læjˈjenæ], 'flexível alif'.
- ↑7  As letras solares e letras lunares e hamzat waṣl para regras de pronúncia se aplicam, embora seja aceitável a ignorá-las.

## Questões da romanização
Qualquer sistema de romanização tem que tomar uma série de decisões que são dependentes de seu campo de aplicação pretendido.

### Vogais
Um problema básico é que o árabe escrito é normalmente não vocalizado; isto é, muitas das vogais não são escritas para fora, e deve ser fornecida por um leitor familiarizado com a língua. Daí não vocalizado na escrita árabe não dá um leitor não familiarizado com a linguagem informações suficientes para pronúncia exata. Como resultado, uma transliteração pura, por exemplo, tornando قطر como qṭr, não faz sentido para um leitor inexperiente. Por esta razão, as transcrições são geralmente adicionadas vogais, por exemplo, qaṭar. No entanto, os sistemas de não vocalizado corresponde exatamente a escrita árabe, ao contrário dos sistemas vocalizados como chat árabe, que alguns afirmam diminui a capacidade de soletrar.

### Transliteração vs transcrição
A maioria dos usos da romanização para transcrição em vez da chamada transliteração: Em vez de transliterar cada letra escrita, eles tentam reproduzir o som das palavras de acordo com as regras de ortografia da língua alvo: Qaṭar. Isso se aplica igualmente para aplicações científicas e populares. A transliteração pura, por exemplo, teria de omitir as vogais (ex: qṭr ), dificultando o resultado de interpretar com exceção de um subconjunto de leitores treinados fluentes em árabe. Mesmo que as vogais sejam adicionadas, um sistema de transliteração ainda precisa distinguir entre várias formas de soletrar o mesmo som na escrita árabe, por exemplo:alif  ا vs. alif maqṣūrah ى para o som /aː/ ā, e as seis maneiras diferentes (ء إ أ آ ؤ ئ) de escrever a oclusiva glotal (hamza, geralmente transcrita ʼ ). Esse tipo de detalhe é desnecessário e confuso, exceto em pouquíssimas situações (por exemplo, tipografia no texto em escrita árabe).
A maioria das questões relacionadas com a romanização da língua árabe e sobre transliteração vs transcrição; outras, o que deve ser romanizado:
- Algumas transliterações ignoram assimilação do artigo definido al- diante das "letras solares", e pode ser facilmente mal interpretado por não falantes do árabe. Por exemplo, "a luz" النور an-nūr seria mais literalmente transliterado ao longo das linhas por alnūr. Na transcrição de an-nūr, um hífen é adicionado e não pronunciado /l/ removido para a conveniência dos desinformados que não falam árabe, de outra forma pronunciar um /l/, talvez não entenda o que o  /n/ em nūr está geminado. Alternativamente, se o shaddah não é transliterado (desde que estritamente não é uma letra), uma transliteração estritamente literal seria alnūr, que apresenta problemas semelhantes para o não falante desinformado do árabe.
- A transliteração devem tornar o "tāʼ  fechado" (tāʼ marbūṭah, ة) fielmente. Muitas transcrições tornar o som /a/ como a ou ah e t quando se denota /at/.
  - ISO 233 tem um símbolo original, ẗ.
- "Alif restrito" (alif maqṣūrah, ى) deve ser transliterado com um acento agudo, á, diferenciando-o do alif ا regular, mas é transcrito em muitos esquemas como alif, ā, quando se está para /aː/.
- Nunação: o que é verdade em outros lugares também é verdade para nunação: transliteração torna o que é visto, a transcrição que é ouvido, quando na escrita árabe, está escrito com sinais diacríticos, não por letras, ou omitido.

A transcrição pode refletir o idioma falado, tipicamente representando nomes, por exemplo, pelo povo de Bagdá (árabe de Bagdá, ou o padrão oficial (Literatura árabe) como faladas por um pregador na mesquita ou um leitor de notícias na TV. A transcrição é livre para adicionar informações fonológicas (como vogais) ou morfológicas (como limites de palavra). Transcrições também iram variar de acordo com as convenções de escrita da língua; comparar português Omar Khayyām com o alemão Omar Chajjam, tanto para  عمر خيام /ʕumar xajjaːm/, [ˈʕomɑr xæjˈjæːm] (não vocalizado ʿmr ḫyām, vocalizado ʻUmar Khayyām).
A transliteração é idealmente reversível no total: a máquina deve ser capaz de transcrevê-la de volta para o árabe. Um transliteração pode ser considerada como defeituosa para qualquer uma das seguintes razões:
- A transliteração "frouxa" é ambígua, deixando vários fonemas árabes com uma transliteração idêntica, ou de tal forma que dígrafos para um único fonema (como dh gh kh sh th em vez de ḏ ġ ḫ š ṯ ) pode ser confundido com duas consoantes adjacentes, mas este problema é resolvido no sistema de romanização ALA-LC, onde o principal símbolo ʹ usado para separar duas consoantes quando eles não formam um dígrafo,[17] por exemplo; أَكْرَمَتْها akramatʹhā ('a honravam a'), em que o t e h são dois sons consonantais distintos.
- Os símbolos que representam fonemas podem ser considerados muito semelhantes (por exemplo, ` and ' ou ʿ and ʾ  para ع ʻayn e hamzah);
- Transliterações ASCII usando letras maiúsculas para desambigua fonemas são fáceis de digitar, mas pode ser considerado inestético.

A transcrição totalmente exata pode não ser necessária para falantes nativos de árabe, como eles seriam capazes de pronunciar nomes e frases corretamente de qualquer maneira, mas pode ser muito útil para aqueles que não estão totalmente familiarizados com árabe falado e que estão familiarizados com o alfabeto latino. Uma transliteração precisa serve como um trampolim valioso para a aprendizagem, pronunciando corretamente, e distinguir fonemas. É uma ferramenta útil para qualquer um que esteja familiarizado com os sons do árabe, mas não totalmente familiarizados com o idioma.
Uma das críticas é que um um sistema plenamente exato exigiria aprendizagem especial que a maioria não tem que realmente pronunciar nomes corretamente, e que com a falta de um sistema de romanização universal eles não vão ser pronunciado corretamente por falantes não-nativos de qualquer maneira. A precisão será perdida se caracteres especiais não são replicados e se o leitor não está familiarizado com a pronúncia árabe.

### Transliteração e suas circunstâncias históricas
Existem diversas normas para a transliteração de árabe, mas nenhuma fixada para a língua portuguesa. Por causa das circunstâncias históricas, principalmente da divisão do Mundo Árabe em diferentes áreas de influência pelas potências europeias nos séculos XIX e XX, há padrões que adaptam os sons árabes para as ortografias francesa, inglesa, espanhola, italiana e alemã, cada qual seguindo sua própria lógica. Como a influência portuguesa na região é relativamente inexpressiva desde o século XVI (da derrota em Alcácer-Quibir em diante), não existe uma norma fixada para transliterar o árabe para nossa língua. O próprio nome Alcácer-Quibir (ou al-Kasr al-Qibir) é um exemplo de como poderia ser este padrão, mas não é possível partir de modelos com quase 500 anos de idade para adaptar os nomes próprios atuais.
Assim, é necessário usar um padrão que se adeque à nossa língua. Mais uma vez, a ortografia francesa é a que mais se aproxima para os sons consoantes, enquanto a espanhola e a italiana valem para as vogais. As vogais e ditongos do francês, como “ou” e “oi”, correspondem a “u” e “uá” – portanto, os nomes árabes “Moussa” e “Moimad” (forma menos comum, mas existente na Argélia e na Tunísia) devem ficar como “Mussa” e “Mohamad”. Lembre-se, porém, que em francês o H quase nunca é pronunciado, enquanto no árabe não apenas é, como ainda por cima existe uma variedade de sons guturais e aspirados diferentes que não temos como representar perfeitamente em português.
O manual de redacção do jornal Folha de S. Paulo tem explicações mais detalhadas a esse respeito:
“Embora as transliterações enviadas pelas agências de notícias sejam em geral corretas, elas costumam trazer dificuldades para o leitor brasileiro sem conhecimentos linguísticos. Por exemplo, o W, que representa o som U em posição semivocálica, pode ser lido por um brasileiro como um V, o que foge completamente à sonoridade original. Não é raro ouvir, mesmo na TV, a pronúncia cuvait para Kuait. Assim, a Folha faz algumas adaptações nas transliterações enviadas pelas agências.
- Substitua os YY e WW por II e UU, respectivamente, exceto quando a combinação resultar numa vogal geminada. Se isso ocorrer, elimine uma delas: Kuwait=Kuuait=Cuaite. Substitua o SH por CH ou X: Shatt al Arab = Xatalárabe/Chate Alárabe.
- Mantenha o H em qualquer situação que ele apareça. Embora esta letra possa causar alguma confusão na pronúncia para um brasileiro, ela marca na transliteração do árabe uma grande quantidade de nuances consonantais, cuja eliminação tornaria qualquer palavra irreconhecível para quem conheça a língua. Por exemplo, indica a diferença entre as letras kha (transliterada por KH) e a letra kaf (transliterada por um simples K).
- No árabe há grande número de sons guturais que devem ser diferenciados. Isso exige fugir um pouco às regras da língua portuguesa. Por exemplo, use a letra Q sem o U que necessariamente a segue em português: Qatar e não Catar. Se de fato houver um U após o Q, observe se não se lhe segue um I ou U, caso em que será necessário o trema.
- Cuidado com as letras S e G, que, em árabe, têm sempre o mesmo som. Isso exige que, em português, o S seja dobrado em posição intervocálica e o G seja seguido de U antes de E e I.
- Não elimine as duplas consoantes, que, embora não signifiquem nada em português, explicam uma série de assimilações e dissimilações importantes para o conhecedor do árabe. De qualquer forma, a dupla consoante não chega a atrapalhar a leitura em português.
- A rigor, não existem as vogais E e O em árabe. Elas aparecem em alguns falares regionais e não deveriam ser escritas. Entretanto, as agências internacionais costumam trazer a pronúncia dos nomes de acordo com essas variações regionais. Embora o correto seja substituí-las pela vogal escrita (I, U ou A, dependendo do caso), isso é muito pouco prático num jornal. Mantenha, portanto, essas vogais: Iasser Arafat.
- Cuidado com o artigo al. Em nomes próprios, nunca o elimine porque ele pode alterar o sentido do nome. Grafe-o em minúscula e sem hífen antes do nome que o segue: Anuar al Sadat. Se não for usado o primeiro nome -em títulos ou na segunda menção-, o a de al deve ser grafado em maiúscula. Se em português ocorrer artigo antes de termo árabe com al, suprima o artigo árabe para evitar redundância: O líder da Fatah e não O líder da al Fatah. Isso não vale para palavras portuguesas de origem árabe: o algodão, o álcool, o Alcorão.
- Lembre-se de que essas regras não valem para muitos topônimos de origem árabe, que têm seus nomes consagrados de outra forma em português: Argélia, Marrocos, Egito, Emirados Árabes Unidos. Lembre-se também de que árabes que vivem no Brasil ou em outros países ocidentais têm uma forma já latinizada de escrever seus nomes, respeite-a, mesmo que de encontro a essas regras.”

## Exemplos
Exemplos em literatura árabe:
| Árabe                                       | أمجد كان له قصر            | إلى المملكة المغربية             |
| Árabe com diacríticos (Normalmente omitido) | أَمْجَد كَانَ لَهُ قَصْر            | إِلَى الْمَمْلَكَة الْمَغْرِبِيَّة             |
| IPA                                         | /ʔamdʒad kaːna lahu qasˤr/ | /ʔila l mamlaka al maɣribijja/   |
| DIN 31635                                   | Amǧad kāna lahu qaṣr       | ʾIlā l-mamlakah al-Maġribiyyah   |
| Hans Wehr                                   | amjad kāna lahu qaṣr       | ilā l-mamlaka al-maḡribīya       |
| ALA-LC                                      | Amjad kāna lahu qaṩr       | Ilá al-mamlakah al-Maghribīyah   |
| UNGEGN                                      | Amjad kana lahu qaşr       | Ily al-mamlakah al-maghribiyyah  |
| BATR                                        | amjad kaana lahu qaSr      | ilaaa almamlakat' almagribiyyat' |
| ArabTeX                                     | am^gad kAna lahu qa.sr     | il_A almamlakaT alma.gribiyyaT   |
| Arabeasy                                    | Amgd kan lh qcr            | Ily almmlke almGrbie             |
| Português                                   | Amjad tinha um palácio     | Para o reino de Marrocos         |